# Mina niekontaktowa
Mina niekontaktowa – mina pobudzana poprzez oddziaływanie celu na określone właściwości fizyczne jej otoczenia lub na emitowane przez nią promieniowanie.
Rozróżnia się także pojęcie kombinowanej miny niekontaktowej, której pobudzenie odbywa się pod wpływem dwóch lub więcej różnych bodźców, działających równocześnie albo w ustalonej kolejności.

Wyposażona jest zazwyczaj w samolikwidator.